# Trofeo de Pompeyo
El trofeo de Pompeyo (en francés: Trophée de Pompée) es un monumento triunfal construido en el año 71 a. C. en el cruce entre la vía Domitia y la vía Augusta, en el paso de la colina de Panissars (Summum Pyrenaeum), antigua frontera entre la Galia e Hispania.

## Historia
El trofeo celebra la victoria de Pompeyo contra Quinto Sertorio en España y fue construido en la entrada del país reconquistado, en concreto en la llamada mansio Summum Pyrenaeum, en el límite entre las provincias de la Galia Narbonense y la Hispania Citerior (más tarde Tarraconense). De él hablaron fuentes antiguas como Estrabón o Plinio el Viejo. Salustio también recuerda que Julio César habría erigido un altar dedicado a Venus con motivo de su paso.
El trofeo, que se desplomó, sirvió como cantera para reutilizar material para la construcción de las tardoantiguas fortalezas de las Clausurae (Les Cluses), situadas aproximadamente a 3,5 km más abajo en el lado francés y a finales del siglo IV solo quedaban los cimientos. En el siglo IX surgió allí un pueblo; en el siglo XI se construyó sobre las ruinas una iglesia dedicada a Santa María y allí se levantó un priorato benedictino, parada en el Camino de Santiago. El lugar volvió a ser utilizado como cantera de material para la construcción del fuerte de Bellegarde, construido unos 500 m más al este con motivo de la Paz de los Pirineos en 1659.
El monumento fue identificado con los restos presentes en el paso en 1983 y posteriormente excavado conjuntamente por estudiosos franceses y españoles.

## Descripción
El monumento coronaba la calzada romana que atravesaba su base mediante un gran arco, marcando el final de la vía Domitia y el comienzo de la vía Augusta.
Se conservan dos grandes bases paralelepípedas de diferentes alturas, excavadas en la roca a ambos lados de la calzada romana, una de las cuales aún conserva restos del cemento y algunos bloques de arenisca del paramento: la combinación de las dos bases indica un plano de aproximadamente 120 pies romanos por 100. Arriba, la estructura debió estar formada por bloques cuadrados de piedra arenisca.
El monumento debía tener al menos dos niveles, el superior en forma de trofeo turriforme. Su forma arquitectónica se inspiró en las grandes torres-monumentos de la época helenística, hoy a menudo desaparecidas (trofeos, mausoleos, faros). Único en la época republicana, probablemente sirvió de modelo para el trofeo de los Alpes de Augusto en La Turbie.